# 昆明機床

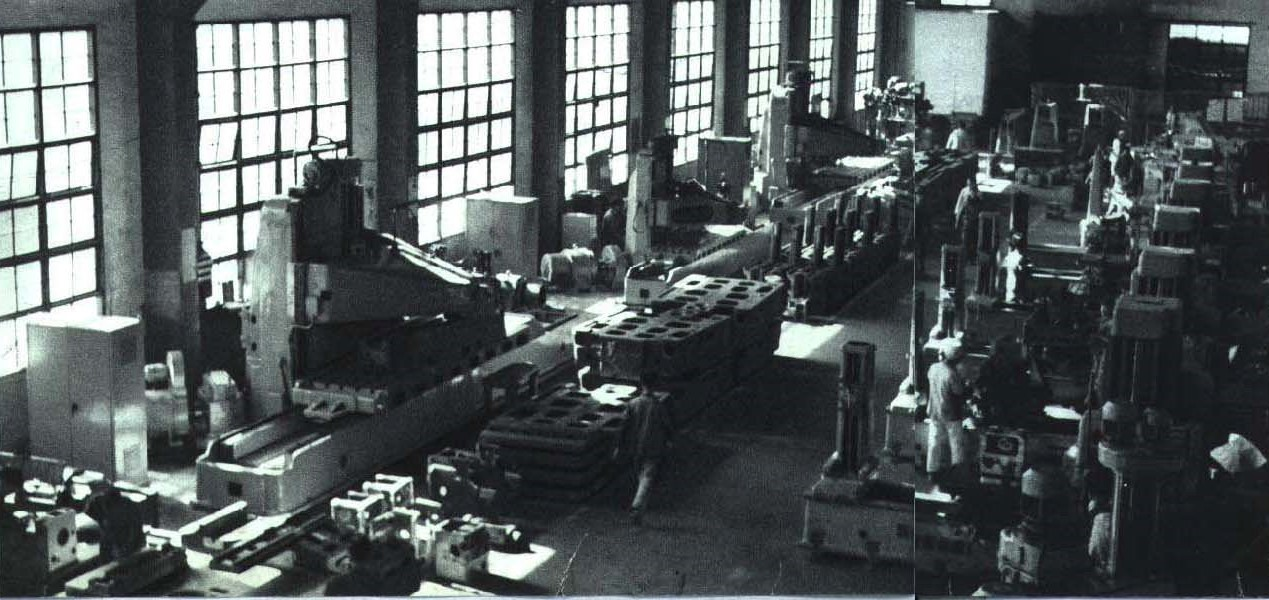
1964年昆明机床厂坐标镗床车间

沈机集团昆明机床股份有限公司，簡稱沈机集团昆明机床股份、沈机集团昆明机床、昆明机床股份，以及昆明机床（英語：Shenji Group Kunming Machine Tool Company Limited；老三板：400068，简称：昆机3；港交所除牌前：0300.HK；上交所除牌前：600806，简称：退市昆机）在1936年由中央机器厂成立，1953年更名為昆明機床廠。
在1993年安排在香港交易所主板上市，以及在1994年於上海證券交易所上市，現時經營业务是开发、设计、制造和销售卧式镗床、大型数控落地式铣镗床、坐标镗床、加工中心、精密检测设备，精密位移传感器等系列产品。在2000年，被西安交通大学产业（集团）总公司收購，在2002年更名為交大昆机科技股份有限公司。但在2005年，已轉讓給沈阳机床（集团）有限责任公司，在2007年開始更名至今。
2017年5月16日，該公司根據上海證券交易所提出資料，由於過往2016年財政報告，顯示有重大存貨賬實不符、銷售收入虛計及跨期確認、子公司票據塗改私設多賬套、公司被立案調查等問題，令無法對公司 2016年年報發表意見。
2019年8月26日，已從港交所撤銷上市。

## 連結
- KMTCL.com.cn （页面存档备份，存于）
- （英文） CNC Machining Manufacturer （页面存档备份，存于）